# Tour of Norway 2016
Die 6. Tour of Norway 2016 war ein norwegisches Straßenradrennen. Das Etappenrennen fand vom 18. bis zum 22. Mai 2016 statt und gehörte zur UCI Europe Tour 2016 in der Kategorie 2.HC.

## Teilnehmende Mannschaften
| WorldTeams (3)- Dimension Data - Lotto-Soudal - Lotto NL-Jumbo Professional Continental Teams (11)- Bora-Argon 18 - Caja Rural-Seguros RGA - Delko-Marseille Provence-KTM - Drapac - Nippo-Vini Fantini - ONE Pro Cycling - Roompot-Oranje Peloton - Stölting Service Group - Team Roth - Topsport Vlaanderen-Baloise - Wanty-Groupe Gobert Continental Teams (6)- Joker Byggtorget - Coop-Øster Hus - FixIT.no - Ringeriks-Kraft - Sparebanken Sør - Tre Berg-Bianchi Nationalmannschaft- Norwegen |
| |

## Etappen
| Etappe    | Datum   | Etappenorte                        | type                 | Länge (km) | Etappensieger        | Gesamtführender |
| --------- | ------- | ---------------------------------- | -------------------- | ---------- | -------------------- | --------------- |
| 1. Etappe | 18. Mai | Drammen – Langesund                | Flachetappe          | 172,4      | Steele Von Hoff      | Steele Von Hoff |
| 2. Etappe | 19. Mai | Kragerø – Rjukan                   | Mittelschwere Etappe | 211,2      | Pieter Weening       | Pieter Weening  |
| 3. Etappe | 20. Mai | Rjukan – Geilo                     | Mittelschwere Etappe | 168,3      | Mads Pedersen        | Pieter Weening  |
| 4. Etappe | 21. Mai | Flå – Flugplatz Hønefoss, Eggemoen | Hügelige Etappe      | 173,2      | Edvald Boasson Hagen | Pieter Weening  |
| 5. Etappe | 22. Mai | Drøbak – Sarpsborg                 | Hügelige Etappe      | 163,4      | Edvald Boasson Hagen | Pieter Weening  |

## Gesamtwertung
| \| Gesamtwertung \| Gesamtwertung \| Gesamtwertung \| Gesamtwertung \| Gesamtwertung \| \| Fahrer \| Fahrer \| Land \| Team \| Zeit \| \| ------------- \| -------------------- \| ------------- \| --------------------------- \| ---------------- \| \| 1. \| Pieter Weening \| Niederlande \| Roompot-Oranje Peloton \| 21 h 17 min 20 s \| \| 2. \| Edvald Boasson Hagen \| Norwegen \| Dimension Data \| + 23 s \| \| 3. \| Sondre Holst Enger \| Norwegen \| IAM Cycling \| + 33 s \| \| 4. \| Odd Christian Eiking \| Norwegen \| FDJ \| + 55 s \| \| 5. \| Sander Armée \| Belgien \| Lotto-Soudal \| + 57 s \| \| 6. \| José Mendes \| Portugal \| Bora-Argon 18 \| + 59 s \| \| 7. \| Marco Minnaard \| Niederlande \| Wanty-Groupe Gobert \| + 1 min 02 s \| \| 8. \| Eliot Lietaer \| Belgien \| Topsport Vlaanderen-Baloise \| + 1 min 19 s \| \| 9. \| Pello Bilbao \| Spanien \| Caja Rural-Seguros RGA \| + 1 min 30 s \| \| 10. \| August Jensen \| Norwegen \| Coop-Øster Hus \| + 1 min 31 s \| |                      |             |                             |                  |
| |                      |             |                             |                  |
| Quelle: ProCyclingStats |                      |             |                             |                  |
| Gesamtwertung |                      |             |                             |                  |
| Fahrer | Fahrer               | Land        | Team                        | Zeit             |
| 1. | Pieter Weening       | Niederlande | Roompot-Oranje Peloton      | 21 h 17 min 20 s |
| 2. | Edvald Boasson Hagen | Norwegen    | Dimension Data              | + 23 s           |
| 3. | Sondre Holst Enger   | Norwegen    | IAM Cycling                 | + 33 s           |
| 4. | Odd Christian Eiking | Norwegen    | FDJ                         | + 55 s           |
| 5. | Sander Armée         | Belgien     | Lotto-Soudal                | + 57 s           |
| 6. | José Mendes          | Portugal    | Bora-Argon 18               | + 59 s           |
| 7. | Marco Minnaard       | Niederlande | Wanty-Groupe Gobert         | + 1 min 02 s     |
| 8. | Eliot Lietaer        | Belgien     | Topsport Vlaanderen-Baloise | + 1 min 19 s     |
| 9. | Pello Bilbao         | Spanien     | Caja Rural-Seguros RGA      | + 1 min 30 s     |
| 10. | August Jensen        | Norwegen    | Coop-Øster Hus              | + 1 min 31 s     |

## Wertungstrikots
| Etappe         | Etappensieger        | Gesamtwertung   | Punktewertung      | Bergwertung    | Nachwuchswertung     | Teamwertung            |
| -------------- | -------------------- | --------------- | ------------------ | -------------- | -------------------- | ---------------------- |
| 1              | Steele Von Hoff      | Steele Von Hoff | Steele Von Hoff    | Håvard Blikra  | Phil Bauhaus         | Team Joker-Byggtorget  |
| 2              | Pieter Weening       | Pieter Weening  | Steele Von Hoff    | Pieter Weening | Odd Christian Eiking | Roompot Oranje Peloton |
| 3              | Mads Pedersen        | Pieter Weening  | Pieter Weening     | Mads Pedersen  | Odd Christian Eiking | Norwegen               |
| 4              | Edvald Boasson Hagen | Pieter Weening  | Sondre Holst Enger | Mads Pedersen  | Odd Christian Eiking | Norwegen               |
| 5              | Edvald Boasson Hagen | Pieter Weening  | Sondre Holst Enger | Mads Pedersen  | Odd Christian Eiking | Norwegen               |
| Wertungssieger | Wertungssieger       | Pieter Weening  | Sondre Holst Enger | Mads Pedersen  | Odd Christian Eiking | Norwegen               |